# Flucht aus Zahrain
Flucht aus Zahrain (Originaltitel: Escape from Zahrain) ist ein Abenteuerfilm unter Regie von Ronald Neame aus dem Jahr 1962.

## Handlung
Im fiktiven arabischen Staat Zahrain bricht eine Revolution aus. Mehrere vom neuen Regime verfolgte Personen entschließen sich zur hoffnungslos erscheinenden Flucht durch die Wüste. Wie es kommen muss, verlassen Glück, Benzin- und Wasservorräte die Protagonisten, und die Verfolger bleiben ihnen auf der Spur. Charakterliche Schwächen sorgen für ergänzendes Konfliktpotential.

## Kritiken
Das Lexikon des internationalen Films zeigte sich wenig begeistert: „Die strapaziöse Flucht eines arabischen Nationalisten und seiner Begleiter im Ambulanzwagen durch die Wüste – unter anderem durch einen schlecht getricksten Sandsturm. Versuch eines Spannungsfilms nach dem – gelungeneren – Vorbild Eiskalt in Alexandrien – Feuersturm über Afrika.“

## Produktion
Der Film basiert auf dem 1960 erschienenen Roman Verabredung in Zahrain, dessen Rechte Paramount noch vor der Veröffentlichung erwarb und Dudley Nichols mit der Adaption des Drehbuchs beauftragte.